# 日本児童学会
日本児童学会（にほんじどうがっかい、英語: Japanese Society For Child Studies (JSCR)）は、日本の学術研究団体の一つ。

## 概要
1912年4月設立。心理学・教育学を学術研究領域としている。本部は鎌倉女子大学内に設置されている。

## 刊行物

### 児童研究
- 誌名（和文）：児童研究
- 誌名（欧文）：JOURNAL OF CHILD STUDIES
- 創刊年：1898年
- 資料種別：-
- 使用言語：-
- 発行形態：-
- 著作権帰属先：-
- クリエイティブコモンズ：-
- 購読：-